# Expander (effet)
Pour les articles homonymes, voir expander (homonymie).
À ne pas confondre avec l'expandeur qui est une forme de synthétiseur.
Le rôle d'un expander ou expanseur en sonorisation est de diminuer le volume sonore lorsque le signal passe en dessous d'un certain seuil. On peut ainsi diminuer les bruits de fond.
Lorsqu'on veut complètement couper le signal en dessous d'un certain seuil (ratio=∞), on parle alors de "gate" (porte en anglais : soit ouverte, soit fermée) ou de noise gate.

## Fonctionnement
Le fonctionnement est comparable à celui du compresseur, en sens inverse. On retrouvera donc le seuil (threshold), l'attaque (attack), la relaxation (release) et le rapport (ratio) qui jouent le même rôle.
- le seuil (threshold) détermine en dessous de quel niveau sonore (-n dB par rapport au niveau nominal) l'atténuation commencera.
- le délai d'attaque (attack) donne la durée entre le franchissement du seuil et le démarrage effectif de l'atténuation.
- le délai de relâchement (release) donne la durée de l'atténuation subsistant après que le signal soit passé au-dessus du seuil.
- le rapport (ratio) détermine la diminution du signal quand l'atténuation a lieu, de 1:1 (le signal n'est pas modifié) à 1:∞ (le signal est coupé quand il passe sous le seuil); 1:r signifie que l'expander atténue de r dB par chaque dB en dessous du seuil.
- doux/dur(smooth/hard) détermine l'existence ou la largeur d'une zone de changement progressive entre le rapport 1:1 au-dessus du seuil et le rapport 1:ratio en dessous, afin de rendre l'effet plus discret.